# Barragga Bay
Barragga Bay är en vik i Australien. Den ligger i delstaten New South Wales, i den sydöstra delen av landet, omkring 310 kilometer söder om delstatshuvudstaden Sydney. Barragga Bay ligger vid sjön Cuttagee Lake.
Genomsnittlig årsnederbörd är 1 251 millimeter. Den regnigaste månaden är juni, med i genomsnitt 176 mm nederbörd, och den torraste är juli, med 4 mm nederbörd.